# Marmaja
I Marmaja sono un gruppo musicale folk rock italiano.

## Storia del gruppo
La storia musicale dei Marmaja affonda le radici negli anni ottanta, anche se convenzionalmente nascono nel 1993. Il loro progressivo interesse per la musica popolare li porta già a primeggiare tra le nuove proposte nell'edizione 1994 di Arezzo Wave, dove condividono il palco di Johnny Clegg.
Capitanati fin dagli esordi dal cantante Maurizio Zannato, con l'ingresso nel 1998 di Guido Frezzato, Cristiano Vincetti e Antonio Carrara, il gruppo inizia nel 1999 la sua produzione discografica. Il primo album è intitolato In tel vento sonà e, realizzato con pochissimi mezzi, è quasi l'antologia di un canzoniere già ricco e collaudato. Dal 2000 sono sempre più presenti sui palcoscenici più disparati e insieme a The Gang e Tupamaros danno vita a un libero coordinamento di gruppi italiani: L'Unione delle tribù.
Il secondo disco Il metro dell'età esce nel 2002 e li porta ad esibirsi in numerosi e importanti contesti, dal Palavobis di Milano con i Mercanti di Liquore, al Festival Voci per la Libertà con Cristiano De André per finire ad esibirsi su Rai 2 nel programma Follia rotolante. I loro brani cominciano ad apparire in numerose compilation come Mille papaveri rossi di A/Rivista Anarchica e Combat di Vitaminic.
Nel 2004, negli studi di Umberto Maggi e sotto la produzione esecutiva di Flavio Carretta (Liocorno), incidono il loro terzo album intitolato semplicemente Marmaja. Distribuito nei negozi per l'etichetta Storie di Note, il disco vede tra gli ospiti il cantautore Gualtiero Bertelli, che canta una rivisitazione della sua Vedrai com'è bello, ed il cantautore trevigiano Alberto Cantone, che partecipa alla composizione del brano 6 marzo. L'uscita dell'album è funestata dalla scomparsa dello storico chitarrista e compositore, Elia Mantovani. Il disco successivamente vincerà il Premio Ciampi, convincendo la banda a tornare sul palcoscenico dopo mesi di silenzio.
Ad agosto 2007 esce il loro quarto lavoro, completamente e gratuitamente scaricabile dal loro sito, intitolato Puntamaistra. È un disco corale cui partecipano numerosissimi ospiti tra cui il cantautore bolognese Claudio Lolli che presta la sua voce per due brani: Bologna e Puntamaistra. Con questo disco si chiude idealmente la porta sull'era "classica" del gruppo.
Nel 2010 il trio Zannato/Frezzato/Vincetti, con una formazione rinnovata, inizia a lavorare ad una nuova serie di canzoni. Alcune di queste verranno pubblicate nel CD-demo autoprodotto 7 prima del ritorno in studio (aprile 2012) per la registrazione del primo capitolo di una saga dal titolo Al cuore Marmaja, al cuore. Come le pagine dei libri letti vede la luce nel novembre del 2013 con l'etichetta discografica Latlantide e vede la partecipazione del cantautore Luigi Grechi De Gregori (che presta la voce per una rivisitazione della sua Pastore di Nuvole) e dell'attore Natalino Balasso che nel brano di chiusura Fernet racconta di cosa parla il disco e chi sono i Marmaja.
A gennaio 2014 il loro brano Per la scossa dei tuoi baci (andavo a tre kilowattora) viene scelta come inno ufficiale della Campagna Nazionale per il Risparmio Energetico M'illumino di meno lanciata dal programma radiofonico di Rai Radio 2 Caterpillar, trasmissione che li ospita in diretta per un breve live, e nel luglio dello stesso anno con Storia di qui, brano contro la tortura, si aggiudicano il Premio della Giuria Popolare alla XVII edizione del festival Voci per la Libertà a Rosolina Mare.
Sempre nel 2014 scrivono un inno per la loro squadra di rugby del cuore e stampano l'EP "Cuore Rossoblu - momenti di gloria". Chiudono l'anno del loro ventennale con una canzone natalizia corale - "Un altro natale" assieme a molti amici cantanti polesani, distribuita esclusivamente su YouTube.
Nel 2017 la formazione registra un nuovo cambiamento: rientra Mirco Drago, storico fondatore del gruppo al bouzouki e mondol; fanno inoltre ingresso Jacopo Frezzato al basso ed Ivan Prearo alla chitarra. Cambia anche il suono del gruppo che abbandonando batteria e chitarre elettriche si incammina in una direzione prettamente acustica. Questa nuova formazione darà vita a due album: Notengocasa del 2020 e Bombo nel 2024

## Componenti
- Maurizio Zannato: voce
- Guido Frezzato: chitarra, flauti, sax, viola
- Mirco Drago: mandola, bouzouki, mondol
- Jacopo Frezzato: basso
- Moreno Prearo: percussioni
- Giovanni La Terza: fisarmonica, tastiere

## Discografia

### Album
- 1999 - In tel vento sonà
- 2002 - Il metro dell'età
- 2004 - Marmaja
- 2007 - Puntamaistra
- 2011 - 7 demo cd
- 2013 - Al cuore marmaja, al cuore – Come le pagine dei libri letti
- 2014 - Cuore Rossoblu - momenti di gloria EP
- 2020 - Notengocasa
- 2024 - Bombo

### Raccolte e album dal vivo
- 1998 - Passaggio al confine

### Musicassette
- 1994 - Marmaja
- 1995 - Un cielo in prova

### Compilation
- Le scoperte di Arezzo, contiene La ballata degli sconfitti, Arezzo Wave 1994
- Combat, contiene Giù dal ponte, Vitaminic 2002
- Not in my name, contiene Il disertore, Liberazione 2002
- Mi no vao a combatar, contiene Il disertore (versione integrale) 2002
- Yatra, contiene Perla di maggio, Mani Tese 2002
- Mille papaveri rossi, contiene Creuza de ma, A-Rivista anarchica 2003
- Note d'Autore, contiene Quello che vorrei live, Storie di Note 2004
- Dal Profondo, contiene Anesteticoshock, Latlantide 2010
- Musica nelle aie 2012, contiene Contadini
- Musica nelle aie 2013, contiene La mia anima vola a sud

### Colonne sonore
Partecipano ai seguenti progetti diretti da Guido Frezzato
- 1996 - Scano boa - dannazione (regia di Giancarlo Marinelli)
- 1996 - Alla ricerca dell'uno